# Le Festin de Balthazar (Rembrandt)
Pour les articles homonymes, voir Le Festin de Balthazar.
Le Festin de Balthazar est un tableau majeur du peintre de l'Âge d'or de la peinture néerlandaise Rembrandt inspiré par le récit du Livre de Daniel. Il représente le roi Balthazar déchiffrant sur un mur une inscription mystérieuse qui commence par les mots Mene tekel. Peint par Rembrandt à une date inconnue, probablement entre 1636 et 1638, il est actuellement conservé à la National Gallery à Londres.
La peinture constitue la tentative de Rembrandt de s'établir en tant que peintre de grandes peintures d'histoire baroques,. La date du tableau est inconnue, mais la plupart des sources donnent une date entre 1635 et 1638,.

## Sujet
L'histoire de Balthazar et l'inscription sur le mur du Mene tekel trouvent leur origine dans le Livre de l'Ancien Testament de Daniel. Le roi babylonien Nabuchodonosor II a pillé le Temple de Jérusalem et a volé les objets sacrés tels que les coupes en or. Son fils Balthazar utilise ces coupes pour une grande fête où la main de Dieu apparait et écrit sur le mur l'inscription prophétisant la chute du règne de Balthazar : « mene, mene, tekel, upharsin ». Les érudits bibliques l'interprètent comme signifiant « Dieu a compté les jours de votre royaume et y a mis fin ; vous avez été pesé dans la balance et trouvé insuffisant ; votre royaume est donné aux Mèdes et aux Perses ».
L'inscription sur le mur est un élément intéressant de ce tableau. Rembrandt vivait dans le quartier juif d'Amsterdam et « a tiré la forme de l'inscription hébraïque d'un tanakh de son ami, le savant rabbin et imprimeur, Manasse ben Israël, mais a mal transcrit l'un des caractères et les a disposés en colonnes, plutôt que de droite à gauche, comme l'hébreu s'écrit. » ,. Plus précisément, le caractère final (en bas de la ligne la plus à gauche) est un caractère zayin au lieu d’un caractère nun. Ce dernier détail est essentiel car il se rapporte à la question de savoir pourquoi Balthazar et ses conseillers n'ont pas été en mesure de déchiffrer l'inscription et ont dû envoyer chercher Daniel pour les aider. L'histoire biblique n'identifie pas la langue du message cryptique, mais on suppose généralement qu'il s'agit de l'araméen, qui, comme l'hébreu, est écrit en lignes de droite à gauche, et non en colonnes de droite à gauche comme dans le tableau. Bien qu'il n'y ait aucune explication acceptée pour laquelle les prêtres babyloniens ont été incapables de déchiffrer l'écriture, le but de cet arrangement non conventionnel - la lecture du texte dans le tableau dans l'ordre conventionnel de gauche à droite entraîne un message brouillé – peut être de suggérer pourquoi le texte s'est avéré incompréhensible pour les sages babyloniens. Cette explication est conforme à l'opinion de l'amora Shmouel, qui est mentionnée dans le Talmud de Babylone, Sanhedrin, 22a, parmi diverses opinions dissidentes.
Le jeu de mots mene mene tekel u-pharsin est très probablement un rébus et représente une dérivation des termes akkadiens manû šiqlu parsu, qui étaient utilisés comme dénominations en relation avec les unités de poids. Dans ce contexte, cela explique pourquoi aucune des personnes présentes n'a pu expliquer le sens de ces mots, même si les termes étaient familiers. L'auteur du livre de Daniel en fait un jeu de mots en araméen, dont la traduction littérale reste floue aujourd'hui comme alors.
Daniel est crédité du rôle d'une prêtresse Entu qui a interprété le présage dans l'empire babylonien. Historiquement, Balthazar n'était pas le fils de Nabuchodonosor mais de Nabonide, et son représentant pendant son absence de Babylone. Nabonide a régné pendant encore trois ans après son retour, quoique comme une sorte de régent.
On ne peut pas exclure qu'il y ait un lien historique et que Balthazar ait été effectivement tué par le clergé de Marduk. Il est mentionné pour la dernière fois comme régent lors de la 13e année du règne de Nabonide, avec qui il cogérait depuis la 4e année de son règne. Après le retour du roi babylonien de Tayma, le nom de Balthazar n'est plus mentionné non plus dans d'autres documents. Dans les chroniques de Nabonide, cependant, une mort prématurée de son fils n'est pas notée. Il est également significatif à cet égard qu'aucune royauté ultérieure n'ait été prophétisée aux descendants du roi babylonien.
Dans son tableau, Rembrandt capture le moment où les invités voient la mystérieuse écriture sur le mur. Les visages effrayés des personnes présentes et l'horreur de Balthazar sont représentés dans la peinture. Le roi ne sait pas comment considérer l'inscription, mais a le sentiment indubitable que cela ne peut rien dire de bon. Alors que les représentations d'autres peintres se passent souvent de la présentation de l'écriture mystérieuse - personne ne savait exactement comment figurer l'avertissement, Rembrandt a accepté le défi.
Le tableau est signé 'Rembrandt f. 163.', le dernier chiffre est illisible.

## Technique
Les matériaux de peinture utilisés par Rembrandt et sa technique de peinture dans Le Festin de Balthazar sont à la fois exceptionnelles et ne se comparent à aucune de ses autres œuvres. Sa palette  est exceptionnellement riche avec des pigments tels que le vermillon, le smalt, le jaune plomb-étain, le pigment laqué jaune et rouge, les ocres et l'azurite.

## Réception
La toile a été la propriété du comte de Derby, au Knowsley Hall à partir de 1736, mais était très peu connue hors d'Angleterre, et n'a été reconnue que tardivement comme un chef-d'œuvre. Quand il est exposé à l'exposition Art Treasures à Manchester en 1857, le conservateur George Scharf écrit: « L'ensemble du tableau, malgré l'audace des attitudes, est apprivoisé et inadéquat dans l'exécution. » Ce manque d'admiration peut s'expliquer par rapport aux représentations contemporaines de l'histoire biblique, en particulier Le Festin de Balthazar de John Martin (vers 1821), qui a gagné beaucoup en réputation par sa taille et la grandeur de sa composition. Cette évaluation a changé dans la seconde moitié du XXe siècle avec la réévaluation des peintures historiques de Rembrandt. Après l'acquisition du Festin de Balthazar par la National Gallery en 1964, il est devenu très populaire et a été utilisé à plusieurs reprises comme illustration pour des produits commerciaux tels que des pochettes d'albums. En 2014, elle est devenue l'une des trois toiles de la National Gallery les plus reproduites.